# Rossana Rossanda
Rossana Rossanda (Pula, actualmente en Croacia, 23 de abril de 1924-Roma, 20 de septiembre de 2020) fue una directora, periodista, escritora y política comunista italiana. Es una figura histórica del Partido Comunista italiano, del que fue dirigente e ideóloga.

## Biografía
Nació el 23 de abril de 1924 en Pula, municipio de una provincia italiana en aquella época y que después en 1947 fue integrada en Croacia. Creció en una familia de clase media, que sufrió la crisis de 1929. Vivió en Venecia durante seis años y después se instaló en Milán con su familia, donde se matriculó en la universidad.
Estudió Filosofía y fue discípula del filósofo italiano Antonio Banfi. Siendo muy joven participó en la Resistencia partisana y, al terminar la Segunda Guerra Mundial, se inscribió en el Partido Comunista Italiano. En poco tiempo, gracias en parte a su profunda cultura, es nombrada por Palmiro Togliatti responsable de política cultural del PCI. En 1963 es elegida por primera vez para la Cámara de los Diputados italiana.
En 1968 publicó un ensayo corto, titulado "L'anno degli studenti" ("El año de los estudiantes"), en el que afirmaba su adhesión al movimiento de la respuesta juvenil, que se desarrolla precisamente en aquel año. Contraria al socialismo real de la Unión Soviética, junto a Luigi Pintor, Valentino Parlato y Lucio Magri contribuyó al nacimiento de Il Manifesto, que fue tanto un partido como un diario. A pesar de la opinión contraria de Enrico Berlinguer, Rossanda fue expulsada del PCI tras el XII Congreso nacional celebrado en Bolonia.
En 1976 el partido Manifesto obtiene solo el 0,8% de los votos, y, debido en parte a la derrota electoral, se unificó con el PdUP, es decir con las partes del PSIUP y del MPL que no habían aceptado unirse al PCI o al PSI tras la derrota electoral de 1972, dando vida al PdUP per il Comunismo, del cual fue cofundadora. Después de haber sido directora del periódico Manifesto, Rossanda abandonó la política activa para dedicarse principalmente al periodismo y a la literatura, no abandonando, sin embargo, el debate político y la reflexión sobre el movimiento obrero y sobre el movimiento feminista italiano.
En 2006 su autobiografía "La Ragazza del secolo scorso" ("La chica del siglo pasado") se sitúa segunda en la 59.ª edición del célebre certamen cultural del Premio Strega, tras "Caos Calmo" de Sandro Veronesi. En 2008 entra a formar parte del Consejo Editorial de Sin Permiso.
Rossana Rossanda murió el 20 de septiembre en Roma a los 96 años.

## Obra
- Note su alcuni aspetti teorici e politici del dibattito sul controllo operaio (Notas sobre algunos aspectos teóricos y políticos del debate sobre el control obrero), 1959.
- L'anno degli Studenti (El año de los estudiantes) 1968.
- Il marxismo di Mao Tse-tung e la dialettica (El Marxismo de Mao Tse-Tung y la dialéctica), 1974 (en colaboración con Charles Bettelheim).
- Viaggio in Spagna (Viaje a España), 1977.
- Le altre. Conversazioni sulle parole della politica (Las otras. Conversaciones sobre las palabras de la política), 1979.
- Un viaggio inutile (Un viaje inútil), 1981.
- Anche per me. Donna, persona, memoria dal 1973 al 1986 (También para mí. Mujer, persona, memoria de 1973 a 1986), 1987.
- Appuntamenti di fine secolo (Citas de fin de siglo), 1995 (en colaboración con Pietro Ingrao)
- La vita breve. Morte, resurrezione, immortalità (La vida es breve. Muerte, resurrección, inmortalidad), 1996 (en colaboración con Filippo Gentiloni
- Note a margine (Notas al margen), 1996
- Brigate rosse. Una storia italiana (Brigadas rojas. Una historia italiana), 2002 (en colaboración con Carla Mosca
- La Ragazza del secolo scorso (La chica del siglo pasado), 2005[10]